# Orthosia nigrolinea
Orthosia nigrolinea là một loài bướm đêm trong họ Noctuidae.